# 강 건너 숲속으로
《강 건너 숲속으로》(Across the River and into the Trees)는 어니스트 헤밍웨이의 장편 소설이다. 1950년 초 《코스모폴리탄》지에 연재한 후, 같은 해 9월 찰스 스크리브너스 선스를 통해 첫 출간되었다. 소설의 제목은 남북 전쟁 시대의 남부 연합의 장군 스톤월 잭슨이 남긴 말에서 따왔다. “같이 강을 건너서, 나무들의 그늘 아래에서 쉬자”(Let us cross over the river and rest under the shade of the trees)

## 배경
소설은 제2차 세계대전이 끝나갈 무렵 이탈리아 베니스 근처에서 오리 사냥을 하며 지내던 50세의 미 육군 장교 리처드 캔트웰 대령의 이야기로 시작한다. 켄트웰은 사실 심장병 말기였으며, 제1차 세계대전 당시 이탈리아에서 겪은 일부터 현재의 오리 사냥에 까지에 이르는 경험의 플래시백으로 이야기가 진행된다. 켄트웰은 서른 살이 넘은 베니스 출신의 레나타라는 이름의 여성과 불운한 사랑 이야기를 다루고 있다.
이탈리아를 여행하던 중 헤밍웨이는 19살 소녀 아드리아나 이반치치와 사랑에 빠졌고, 이반치리를 모델로 소설을 써내려갔다. 소설의 중심 주제는 죽음으로 죽음에 직면하는 방식에 대해 다루고 있다. 비평가 카를로스 베이커(Carlos Baker)는 이 작품이 토마스 만의 《베니스에서의 죽음》과 유사하다고 평했다. 헤밍웨이는 다른 작품에서와 마찬가지로 빙산 이론이라 불리는 특유의 문체를 사용하였다.

## 평가
1940년대 후반 이탈리아와 쿠바, 프랑스에서 출간된 이 소설은 헤밍웨이의 소설 중 처음으로 부정적인 언론과 평을 받았다. 하지만 1950년 《뉴욕 타임스》 베스트셀러 목록에서 7주간 1위를 차지했으며, 이는 헤밍웨이의 소설 중 유일하게 1위를 기록한 것이었다. 비평가 J. 도널드 아담스(J. Donald Adams)는 《뉴욕 타임즈》에 기고한 글에서 ‘내가 읽은 책 중 가장 슬픈 책 중 하나’라고 말하며, 그 이유로 ‘대령의 삶에서 사랑과 죽음이 결합된 연민에 감동해서가 아니라, 위대한 재능이 지금이든 영원히든 그런 막다른 길에 이르렀기 때문’이라고 설명하였다.

## 영화화
2022년에는 동명의 영화로 영화화되었다. 파울라 오르티즈 감독, 리에브 슈라이버·마틸다 데 안젤리스 주연으로 2022년 3월 20일 선 밸리 영화제에서 공개되었다.

## 한국어판 출판 내역
다음은 《강 건너 숲속으로》의 한국어판 출판 내역이다.
- 《江건너 숲속으로》. 번역 조광묵. 대동당. 1959; 송인출판사. 1970.
- 《강 건너 숲속으로》. 번역 김재남. 휘문출판사. 1967; 삼중당. 1977.
- 《강건너 숲속으로》. 번역 조성규. 대양서적. 1973.
- 《강건너 숲속으로》. 번역 홍사중. 한영출판사. 1976.

## 참고 문헌
- Baker, Carlos (1972). Hemingway: The Writer as Artist (영어). Princeton: Princeton UP. ISBN 978-0-691-01305-3.
- 이봉환; 변문균 (2015). “김병철의 헤밍웨이소설 번역작업의 자구 해석적 등가성의 한계”. 《현대영미어문학》 (현대영미어문학회) 33 (3).